# Embriogeneza
Embriogeneza (lat. embryogenesis), proces oblikovanja i razvoja zametka. Ovaj izraz označava rane stadije prenatalnog razvoja, dok plod i fetalni razvoj opisuju kasnije stadije.
Embriogeneza počinje oplodnjom jajne stanice spermijem. Pritom nastaje diploidna stanica zigota, koja prolazi kroz mitotičke diobe, ali bez rasta i diferencijacije stanica (proces poznat kao brazdanje).

## Oplodnja i zigota
Jajna je stanica uvijek asimetrična. Sastoji se od animalnog pola (kasnije ektoderma i mezoderma) i vegetativnog pola (kasnije endoderma). Pokrivena je različitim zaštitnim ovojnicama. Prva ovojnica, koja je povezana sa staničnom membranom jajeta, sastoji se od glikoproteina i poznata je pod nazivom membrana vitellina (kod sisavaca zona pellucida).
Oplodnja (poznata i pod nazivima koncepcija, fekundacija, singamija i fertilizacija) stapanje je muških i ženskih gameta. Oplođenu stanicu nazivamo zigotom. Ovisno o životinjskoj vrsti oplodnja može biti vanjska ili unutarnja.

## Brazdanje i morula
Brazdanje je niz brzih mitotičkh diobi oplođene jajne stanice, ali bez rasta i diferencijacije nastalih stanica. Nakon barem četiri početne diobe nastaje nakupina od šesnaest stanica koju zovemo morula. Stanice koje nastaju brazdanjem sve do stadija blastule nazivaju se blastomerama. Ovisno o količini žumanjka u jajetu brazdanje može biti holoblastično (totalno) ili meroblastično (parcijalno).
Holoblastično brazdanje javlja se kod životinja s malom količinom žumanjka u jajetu kao što su čovjek i drugi sisavci koji uzimaju hranu od majke preko posteljice ili mlijeka, koje može biti izlučeno iz tobolca kod tobolčara. S druge strane, meroblastično brazdanje javlja se kod životinja čije jaje ima više žumanjka (npr. ptice i gmazovi).
Kod amniota stanice morule su ispočetka zbijene, ali se kasnije raspoređuju po vanjskom ili rubnom području, trofoblastu, koji ne pridonosi oblikovanju pravog zametka i embrioblastu, iz kojeg nastaje zametak. Između trofoblasta i dijela embrioblasta skuplja se tekućina i tako se morula pretvara u blastodermalni mjehurić. Embrioblast ostaje u dodiru trofoblastom na jednom dijelu stanice koji se naziva embrionalni pol jer ukazuje na mjesto gdje će se zametak ubuduće razvijati.

## Nastanak blastule
Nakon sedmog brazdanja nastala je nakupina od 128 stanica – blastula. Blastula je obično kružni sloj stanica (blastoderm) koji ispunjava šupljinu ispunjenu tekućinom ili žumanjkom (blastocel). Kod sisavaca blastula ima naziv blastocista.
Prije gastrulacije stanice trofoblasta diferenciraju se u dva sloja: vanjski sloj, sinciciotrofoblast, i unutarnji sloj, citotrofoblast. Kao što je rečeno, stanice trofoblasta ne doprinose oblikovanju zametka; one oblikuju ektoderm koriona i imaju važnu ulogu u razvoju posteljice. Na dubokoj površini embrioblasta diferencira se endoderm, sloj spljoštenih stanica za koji se pretpostavlja da stvara žumanjčanu vrećicu. Između preostalih stanica nastaju prostori koji oblikuju amnionsku šupljinu. Unutar te šupljine formira se embrionalni disk, tanjurasta nakupina prizmatičnih stanica iz koje se razvija embrij.

### Zametni listići
Embrionalni disk postaje izdužen, poprima oblik kruške i potom se širi. Javlja se tamni i uski dio, primitivna pruga, koji raste u duljinu dok ne dosegne polovicu embrionalnog diska; na prednjem kraju pruge javlja se dugmasto zadebljanje, primitivni čvor (poznat kao Hensenov čvor kod ptica). Cijelom dužinom primitivne pruge javlja se plitko udubljenje, primitivna brazda. Primitivnu prugu stvara zadebljanje osnog dijela ektoderma, stanice koje se umnožavaju rastu prema dolje i miješaju se sa stanicama endoderma. Treći sloj stanica, mezoderm, širi se bočno sa strana primitivne pruge između ektoderma i endoderma; na kaudalnom kraju primitivne pruge nastaje kloakalna membrana. Blastoderm se sad sastoji od triju slojeva: ektoderma, mezoderma i endoderma; svaki ima različite značajke i dovodi do razvoja različitih tkiva u tijelu.

## Nastanak gastrule
Tijekom gastrulacije stanice migriraju iz unutarnjeg dijela blastule, zatim oblikuju dva zametna listića. Zametak se tijekom ovog procesa zove gastrula. Zametni se listići nazivaju ektoderm, mezoderm i endoderm. Kod diploblastičnih životinja (npr. žarnjaka i rebraša) postoje samo ektoderm i endoderm.
- Među različitim životinjama javljaju se različite kombinacije sljedećih procesa u unutrašnjosti zametka:
  - epibolija – obraštanje jednog sloja stanica oko drugog sloja stanica
  - ingresija – premještanje pojedinih stanica u unutrašnjost gastrule (stanice se kreću lažnim nožicama)
  - invaginacija – skupine stanica utiskuju se u unutrašnjost gastrule te oblikuju usta, anus i pracrijevo
  - delaminacija – jedan sloj razdvaja se u dva sloja
  - involucija – stanice se utiskuju u unutrašnjost gastrule i protežu se po unutrašnjoj površini na dva sloja: ektoderm i endoderm
  - polarna proliferacija – množe se stanice na polarnim krajevima blastule/gastrule, većinom na animalnom polu.
- Druge promjene tijekom gastrulacije:
  - transkripcija RNA korištenjem embrionalnih gena
  - stanice započinju procese stanične diferencijacije i gube totipotentnost.

Kod većine životinja blastopor nastaje na mjestu gdje stanice ulaze u zametak. Prema nastanku blastopora životinje su podijeljene na dvije skupine. Kod deuterostoma analni otvor nastaje iz blastopora, dok se kod protostoma razvija u usta.

### Nastanak ranog živčanog sustava – neuralni žlijeb, neuralna cijev i svitak
Ispred primitivne pruge dva uzdužna grebena uzrokuju savijanje ektoderma, pa nastaju neuralni nabori. Između tih nabora formira se neuralni žlijeb. Neuralni se žlijeb postupno udubljuje dok se neuralni nabori uzdižu i naposljetku se neuralni nabori sjedinjuju u središnju liniju i pretvaraju neuralni žlijeb u neuralnu cijev, ektodermalni zid iz kojeg se počinje razvijati živčani sustav. Nakon spajanja neuralnih nabora blastopor ulazi u zatvoreni kanal neuralne cijevi, neurenterični kanal, preko kojeg neuralna cijev komunicira s primitivnim probavnim traktom. Srastanje neuralnih nabora najprije se javlja u području rombastog mozga, odakle se širi prema naprijed i prema natrag; krajem trećeg tjedna prednji otvor cijevi (rostralni otvor) zatvara se na prednjem dijelu budućeg mozga i oblikuje udubljenje koje je u kontaktu s ektodermom; zadnji dio neuralne cijevi neko vrijeme ima oblik romba i naziva se sinus rhomboidalis. Prije zatvaranja neuralne cijevi na mjestu spajanja dorzalnih rubova nastaje neuralni greben (crista neuralis) iz kojeg se razvijaju spinalni i kranijalni ganglij te ganglij simpatičkog živčanog sustava. S uzlaznim rastom mezoderma neuralna se cijev konačno odvaja od ektoderma.
Na cefaličkom kraju neuralnog žlijeba izdiže se nekoliko nabora koji kasnije postaju tri primarna moždana mjehurića i odgovaraju budućem prednjem mozgu (prosencephalon), srednjem mozgu (mesencephalon) i rombastom mozgu  (rhombencephalon). Stijenke mjehurića razvijaju se u živčano tkivo mozga i njihove se šupljine pretvaraju u moždane komore. Ostatak cijevi formira kralježničnu moždinu (medulla spinalis); iz ektodermalnog zida razvijaju se neuroni i glija stanice kralježnične moždine, dok šupljina tvori središnji kanal kralježnične moždine.

### Razvoj ranih pregrada
Širenje mezoderma događa se kroz cijelo embrionsko i izvanembrionsko područje, osim u određenim područjima. Jedno od njih se nalazi odmah ispred neuralne cijevi. Ovdje se mezoderm širi naprijed u obliku dvije polumjesečaste mase, koje se nalaze u središnjoj liniji da ograde područje na kojem nema mezoderma. Preko ovog područja ektoderm i endoderm dolaze u izravan kontakt jedno s drugim i sačinjavaju tanku membranu, ždrijelnu membranu (membrana buccopharyngea), koja formira pregradu između primitivnih usta i ždrijela.

### Rano oblikovanje srca i drugih primitivnih struktura
Ispred ždrijelnog područja, gdje se bočni polumjesečasti mezoderm spaja u središnjoj liniji, kasnije se razvija perikard i ovo područje se naziva perikardijalno područje. Drugo područje u kojem nema mezoderma nalazi se odmah ispod perikardijalnog područja i zove se proamnionsko područje; međutim, kod ljudi tog proamnionskog područja nema. Treće područje bez mezoderma nalazi se na stražnjoj strani embrija, gdje ektoderm i endoderm tvore kloakalnu membranu.

## Somitogeneza
Somitogeneza je proces u kojem nastaju primitivni segmenti, somiti, koji se diferenciraju u skeletne mišiće, kralješke i dermis kod svih kralježnjaka. Somitogeneza započinje nastankom somitomera u paraksijalnom mezodermu. Iz somitomera nastaju parovi somita identičnih po izgledu, ali koji tvore različite strukture ovisno o anteroposteriornoj osi (npr. prsni kralješci imaju rebra, dok ih slabinski kralješci nemaju). Somiti imaju jedinstvene položaje duž osi, a pretpostavlja se da na to djeluju homeotički geni.
Krajem drugog tjedna trudnoće počinje poprečna segmentacija paraksijalnog mezoderma i nastaju somiti najčešće kockastog oblika. Oni zauzimaju dobar dio zatiljnog područja glave. Svaki somit ima središnju šupljinu (miocel), koju kasnije ispunjavaju angularne i vretenaste stanice. Somiti su položeni odmah ispod endoderma na lateralnom dijelu neuralne cijevi i svitka i povezani su s lateralnim mezodermom preko intermedijarnog mezoderma. Somiti trupa dijele se na: 8 vratnih, 12 prsnih, 5 slabinskih, 5 križnih i od 5 do 8 repnih. Onih u zatiljnom dijelu glave najčešće ima četiri. Kod sisavaca somiti se nalaze samo u zatiljnom dijelu glave, a kod nižih kralježnjaka ima ih još devet u prednjem dijelu glave.